# Silvana Pérez
Silvana Patricia Luisa Pérez Sotelo (Lima, 10 settembre 1963) è un'ex cestista peruviana.

## Carriera
Con il Perù ha preso parte ai Campionati mondiali del 1983.